# Alhambra (Berlin)

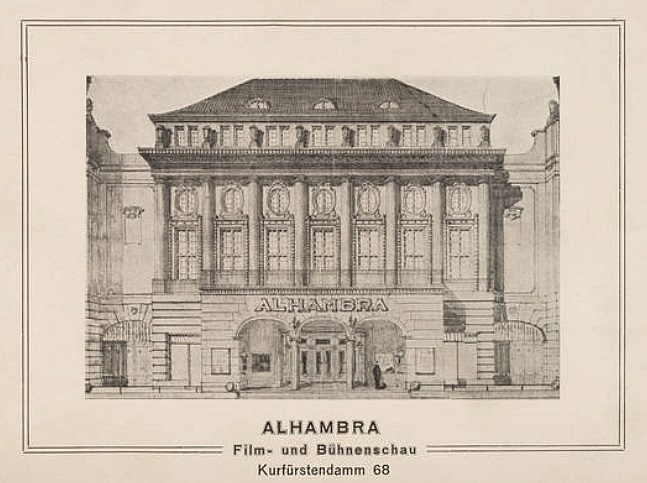
Einladung zur Eröffnung des Alhambra-Kinos (1922)

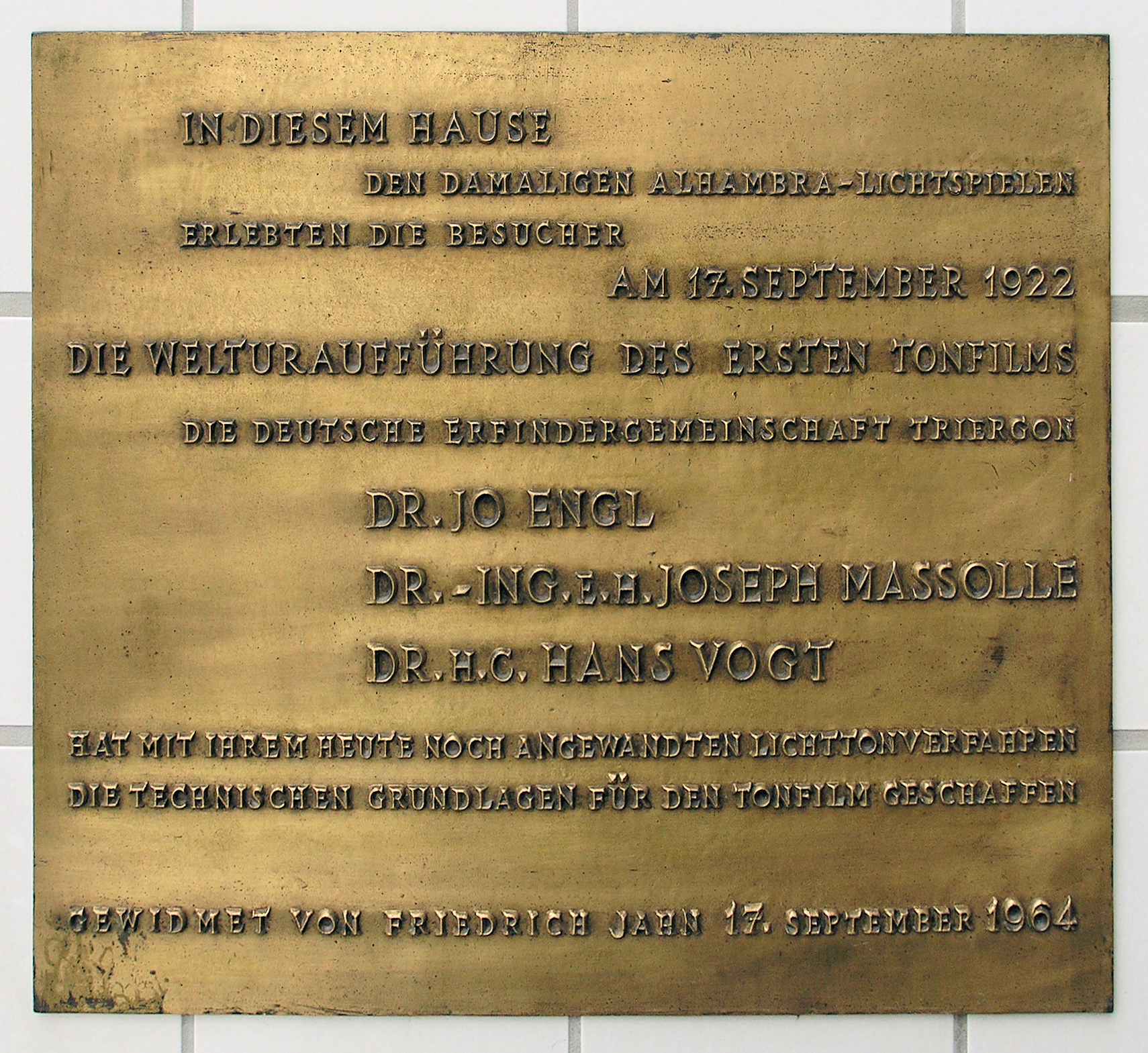
Gedenktafel am Haus Kurfürstendamm 68

Das Alhambra war ein Kinopalast am Kurfürstendamm 68 in Berlin-Charlottenburg und 1922 Uraufführungsstätte des Tonfilms.

## Geschichte
Die Czutzka & Co. GmbH ließ das Alhambra nach Plänen des Baurats und Kino-Architekten Max Bischoff von 1921 bis 1922 als zweigeschossigen Mittelflügel in einem fünfgeschossigen Wohnhaus errichten. Mit den Stuckarbeiten wurde Friedrich August Kraus betraut. In einem längsrechteckigen Zuschauerraum mit 1340 Sitzplätzen wurde das Parkett von einem umlaufenden Rang umgeben. Bischoff wirkte auch maßgeblich an Neu- bzw. Umbauten weiterer Berliner Lichtspieltheater, wie z. B. des gleichnamigen Kinos in der Seestraße (ehemals: Apollo; heute: Cineplex Alhambra), des Ufa-Palastes am Zoo, des Colosseums in der Schönhauser Allee, des Turm-Palastes (ursprünglich: Ufa-Theater Turmstraße) in der Turmstraße und des Palastkinos Stern in der Hermannstraße mit. 1922 wurde das Alhambra von der Betreiberin Alhambra GmbH Film- und Bühnenschau eröffnet, und der Vorhang teilte sich das erste Mal vor zahlendem Publikum. Am 17. September desselben Jahres wurde hier der erste, im Tri-Ergon-Lichttonverfahren hergestellte Tonfilm der Welt aufgeführt.
1924 wurde die Deulig Film AG neue Betreiberin des Kinos. Deulig änderte den Namen des Kinos in Deulig-Palast Alhambra, die nachfolgende Betreiberin Süd-Film AG später in Emelka-Palast. Im März 1926 gründeten Emil Fieg und Arthur Rupp die Alhambra Palast GmbH (1926–1929) und das Kino erhielt seinen ursprünglichen Namen Alhambra zurück. Zwischen 1928 und 1929 wurde das Gebäude zum Hotel Alhambra umgebaut, der Kinosaal wurde nach einem Entwurf von Siegfried Ittelson modernisiert. Die nun stuckbefreite Fassade wurde mit einem Zeltvorbau vor dem Eingang versehen, in dem hinterleuchtete Opakglaswände und Schaukästen integriert worden waren. Durch weitere Umbauten des Kinos in den folgenden Jahren durch Gustav Neustein sowie Werner Anke verringerte sich die Anzahl der Sitzplätze auf insgesamt 1014 (668 im Parkett; 336 im Rang). 1929 wechselte der Kinobetreiber erneut. Die Hein & Kreisle GmbH führte den Betrieb von nun an beinahe fünf Jahre lang. 1934 übernahm die Bayerische Hypotheken- und Wechsel-Bank das Haus, spätestens ab 1935 führte Willy Hein, dessen GmbH noch das Universum sowie etliche weitere Berliner Lichtspielhäuser unterhielt, das Alhambra allein. Nach Beginn des Zweiten Weltkriegs, frühestens aber 1940, wurde der Kinobetrieb im Alhambra, das zwischenzeitlich auch Tobis-Alhambra hieß, eingestellt.
Erich Bukofzer und Werner Mörschel nahmen den Kinobetrieb im durch Fliegerbomben teilzerstörten Kinogebäude 1949 wieder auf. In Grün und Weiß gehaltene ehemalige Kassenhalle und Vestibül des Alhambra kombinierten die Architekten Helmut Remmelmann und Fritz Gaulke zum intimen Filmtheater Bonbonniere mit nur noch 310 Sitzplätzen, das die Kinobesucher statt über ein Foyer nun durch eine kleine Bar betreten durften. Wiedereröffnet wurde das somit siebte Ku’damm-Kino mit Karl-Heinz Strouxs Film Begegnung mit Werther.
Nach einer Räumungsklage des vorigen Pächters Willy Hein sahen sich Bukofzer und Mörschel 1952 gezwungen, den Kinobetrieb einzustellen. Seine ursprüngliche Absicht, das Alhambra wieder in alter Größe aufzubauen, verfolgte Hein nicht weiter. Stattdessen ließ er lediglich das Hotel neu errichten. Der Kinosaal der Bonbonniere wurde zunächst als dessen Tanzbar, später als Frühstückssaal des neuen Hotels Kurfürstendamm genutzt.
2017–2018 wurde die Fassade in ihrer historischen Form von vor dem Umbau 1928/1929 rekonstruiert und mit einer modernen Aufstockung versehen.